# Vásárhelyi Magda
Vásárhelyi Magda/Magdolna (Nagyenyed, 1910. július 29. – Budapest, 1972. április 5.) zongoraművésznő, zenetanár.

## Életpályája
1919-ben a budapesti Zeneakadémia gyakorló osztályának zongorafőtanszakos növendéke lett. Tanulmányait Keéri-Szántó Imre és Weiner Leó irányította. 1933-ban diplomázott. 1933-ban a bécsi nemzetközi verseny kitüntetettje volt. 1937-ben művész-diplomát is szerzett. Az 1940-es évektől zenepedagógusként dolgozott. 1949-től a Bartók Béla Zeneművészeti Szakiskolában tanított; 1966-tól tanszékvezetői megbízást kapott. 1959-től a Magyar Rádió gyermekkórusának szakfelügyelője volt. 1970–1972 között a Liszt Ferenc Zeneművészeti Egyetemen zongora szakos hallgatóknak oktatott gyakorlati tanítást.

### Munkássága
Sokat szerepelt a Magyar Rádióban. Egyedül és férjével – Szegedi Ernővel (1911–1992) – is hangversenyezett külföldön (Bécs, Stockholm, Helsinki, Varsó, Prága, stb.). Tanított a Fővárosi Felsőbb Zeneiskolában is. Vásárhelyi Magda tanítványai voltak: Schweitzer Katalin, Lux Erika, Rohmann Imre, Szokolay Gergely, dr. Wolf Péter, Krasznáné Gál Márta, Aczél Péter, Bartha Józsefné Babó Szilvia, Pénztáros Barnáné Ángyán Zsóka, Mayer Erika és Pólyákné Deák Éva.

## Családja
Férje, Szegedi Ernő (1911–1992) zongoraművész volt, akivel 1937. február 18-án, Budapesten kötött házasságot. Három gyermekük született: Anikó, Enikő és Tamás. 1951-ben elváltak.

## Filmes munkái
- Két bors ökröcske (1956)
- Egér és oroszlán (1957)
- Kívánj akármit! (1962)
- Holnaptól kezdve (1963)
- Mese a bogárról (1964)
- Gusztáv (1965-1978)
- Öt perc gyilkosság (1966)
- A Mézga család különös kalandjai (1970)
- A yeti dala (1970)
- La Fontaine meséi (1970)
- Kukori és Kotkoda (1971)
- A három nyúl (1972)
- Zsuzsu locsol (1972)
- Kérem a következőt! (1975-1976)
- Megalkuvó macskák (1979)
- Vakáción a Mézga család (1980)

## Díjai
- az oktatásügy kiváló dolgozója (1966)